# Möllerska plantaget

Möllerska plantaget.

Möllerska plantaget var ett landeri i Göteborg, beläget vid Breda vägen i Masthugget, ungefär där Tredje och Fjärde Långgatorna idag mynnar ut på Linnégatan. Namnet går idag igen i Plantagegatan. 

## Historik
På 1600-talet arrenderades området som trädgård. På 1700-talet fick landeriet en huvudbyggnad, ett tvåvånings trähus, med grå stenpelare runt entrén. Runt byggnaden fanns en park med allé som ledde fram till huset. Från början kallades det Homeyerska huset efter den preussiska familjen Homeyer som bodde där under 1700-talet. Namnet Möllerska plantaget har sitt ursprung i början av 1800-talet då änkefru Möller drev ett värdshus i byggnaden, med mycket dans och musik. Fru Möller drev verksamheten i cirka 10 år, fram till att hon dog i koleraepidemin 1834.
Efter detta blev byggnaden ett provisoriskt kolerasjukhus, och därmed Göteborgs första epidemisjukhus. Den 9 augusti 1834 fanns 50 sängplatser i det före detta värdshuset, men patienterna blev så många att man även använde vinden, en lada och ett lusthus på området. Efter att epidemin passerat, användes återigen parken och byggnaden för musik, underhållning och rekreation. Bland annat idkade Anette Bredberg en rörelse i lokalerna 1838 som numera kommit att kallas f.d. Möllerska plantagen. År 1841 fanns där istället en skolverksamhet. Under den andra koleraepidemin 1850 återtogs huset av staden som epidemisjukhus och man tog in cirka 250 patienter, varav 147 avled. År 1869 presenterades ett förslag till nytt sjukhus i Göteborg, vilket planerades att uppföra på Möllerska plantaget, men de planerade kostnaderna blev för stora, varför förslaget skrotades.
Staden använde lokalerna som epidemisjukhus fram till 1886, då det nya epidemisjukhuset i Annedal öppnades. Samtidigt beslutades att byggnaderna vid Breda vägen skulle brännas ner, och platsen anpassades till Linnégatans sträckning.